# Native American Graves Protection and Repatriation Act
Der Native American Graves Protection and Repatriation Act (NAGPRA) ist ein Bundesgesetz der USA, das dem Kulturgutschutz dient.

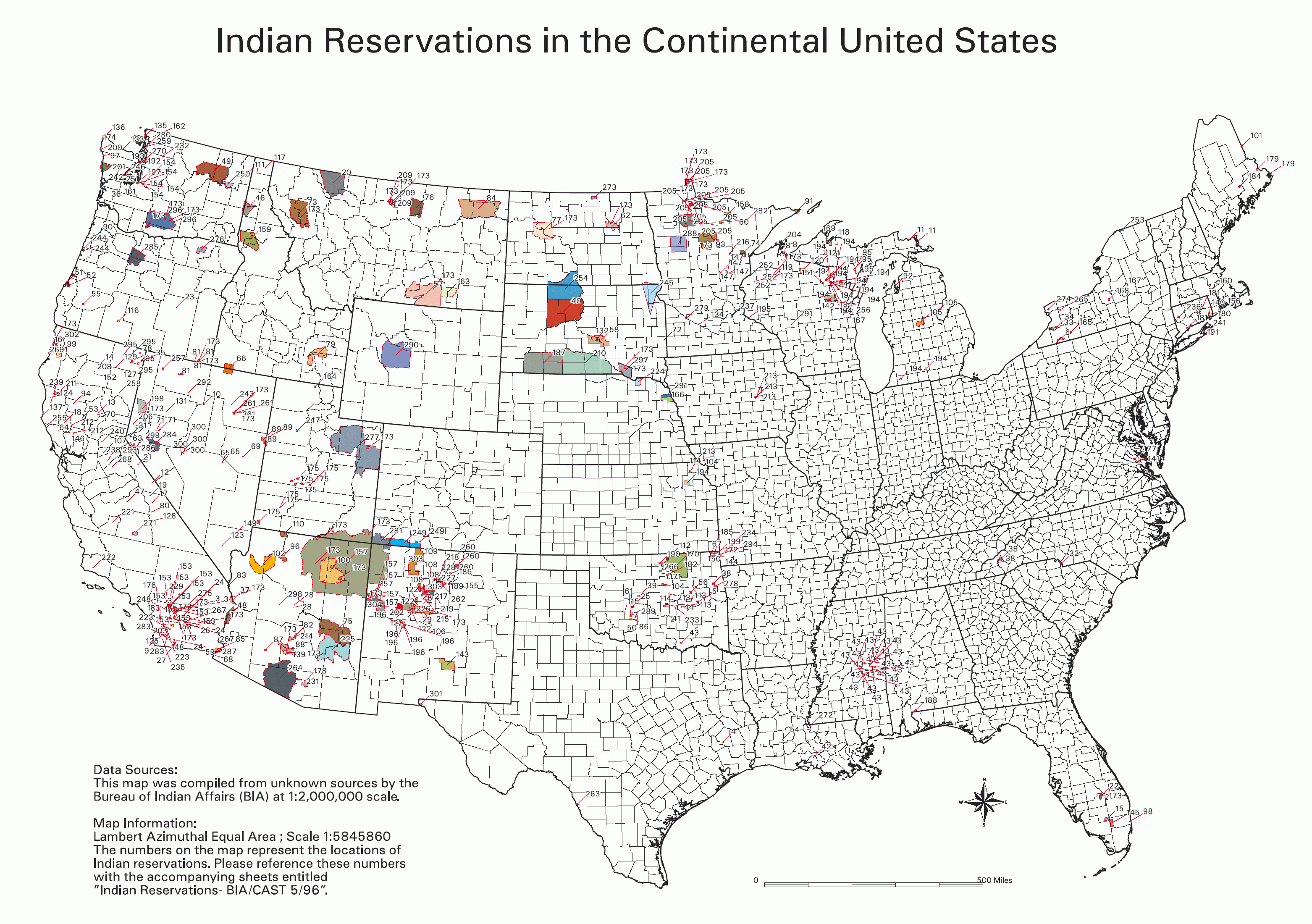
Karte der Indianerreservate in den USA

Das Gesetz umfasst den Schutz von Grabstätten, der menschlichen Überreste und der Grabbeigaben sowie von Kultgegenständen von indigenen Völker innerhalb der USA – also Indianer, Hawaiianer und die Ureinwohner Alaskas, soweit sie im Besitz der Bundesregierung oder von durch den Bund geförderten Einrichtungen sind. Es regelt auch die Rückgabe und Wiederbestattung dieser  Gegenstände.

## Geschichte

### Vorgeschichte
Während der Kolonialzeit entstand ein Markt für Objekte aus den Kulturen der Indigenen. Sammler, staatliche und private Institutionen interessierten sich für entsprechende Gegenstände, Bodenfunde sind wichtige Quellen zur Erforschung der Besiedlung und Geschichte Amerikas. Dies geschah oftmals unter der Prämisse, die indigenen Kulturen Nordamerikas seien sowieso dem Untergang geweiht. Zwangsumsiedlungen, Abdrängung in Reservate und Assimilationszwänge führten auch zu einem rapiden Kontrollverlust der Indigenen über ihre Kulturobjekte. Während die europäisch-amerikanische Kultur solche Gegenstände als Gebrauchs- und Kunstobjekte bewertete, kannten die Indigenen diese Klassifizierung nicht. In deren Kulturen ist vielmehr oft entscheidend, ob Gegenstände eine rituelle Bedeutung haben.
In geringem Umfang wurde dabei auch mit menschlichen Überresten gehandelt. Hier stehen aber Verluste durch geänderte Landnutzung, Bauarbeiten oder archäologische Grabungen, wenn dadurch Grabstätten betroffen waren, im Vordergrund. Grundsätzlich sind Grabstätten in den USA geschützt, aber nur, wenn sie oberirdisch als solche erkennbar sind. Bei vielen indigenen Gruppen kam hinzu, dass die Toten zu den Lebenden weiterhin in einer engen Beziehung stehen, wodurch das Land, in dem sie bestattet wurden, in enger Beziehung zu den Lebenden steht. Vor diesem Hintergrund haben Vorgänge wie Entweihung (desecration) oder Störung (disturbance) einer Grabstätte oder die Verhinderung einer Beisetzung eine tiefergehende kulturelle Bedeutung. Demzufolge hat die Umbettung von Toten oder der Abtransport in ein Museum eine ganz andere Bedeutung als für die nicht-indigene Bevölkerung. Zudem wurden indianische Überreste oftmals weniger respektvoll behandelt, als die der europäisch-stämmigen Bevölkerung.
Religiöse Überzeugungen unterliegen dem Schutz der Verfassung der Vereinigten Staaten. Mit dem wachsenden Selbstbewusstsein einzelner indigener Gruppen, die sich in eigener Rechtsprechung und Verwaltung niederschlug, wurde die Verfügungsmacht über wichtige Zeugnisse der eigenen Kultur auch eine Frage der Selbstbestimmung, die sich auf die Indianerpolitik der Vereinigten Staaten auswirkte.

### Präzedenzfall:Indianerfriedhof Kansas City
Seit 1800 war die Nutzung des indianischen Friedhofsgeländes in Kansas City zwischen den Wyandot in Kansas und denen in Oklahoma umstritten. Der innerindianische, bereits seit 1800 währende Konflikt um die Nutzung des Friedhofsgeländes zwischen den Wyandot in Kansas und denen in Oklahoma wurde erst 1998 durch eine Übereinkunft der beiden Stämme gelöst, bei der auf die wirtschaftliche Verwertung des Geländes verzichtet wurde.
1909 wurde der Konflikt durch Lyda Conley landesweit bekannt, die gegen die Verkaufsabsicht der Stammesfunktionäre der Wyandot den Schutz des Indianerfriedhofs mit der Waffe in der Hand und anschließend auch auf dem Rechtsweg durchsetzte. Conley stand etliche Prozesse gegen die Regierung durch und war 1909 die erste indianischstämmige US-Amerikanerin, die beim Obersten Gerichtshof der Vereinigten Staaten vortrug. Das Interesse von Stammesfunktionären, wirtschaftlich zu handeln, und von am Erhalt der hergebrachten Kultur interessierten US-Bürgern (auch) indianischer Herkunft, wie Conley, kamen in solchen Auseinandersetzungen zum Ausdruck. Mit dem 1916 von Charles Curtis eingebrachten Gesetz zur Unterschutzstellung des Friedhofs in Kansas City wurde zum ersten Mal ein Begräbnisplatz der Indianer in dieser Form geschützt.

### Konfliktfeld Wissenschaft
Einem gesetzlichen Schutz der indigenen kultischen Interessen standen die von Archäologie, organisiert in der Society for American Archaeology (SAA), der Ethnologie, organisiert in der American Association of Physical Anthropologists (AAPA), und der Museen der entsprechenden Fachgebiete entgegen. Sie fürchteten um den Zugang zu den Objekten als wissenschaftliche Quellen und als Ausstellungsobjekte. Forschungsfragen zur Besiedlung Amerikas, der Archäologie in Nordamerika sowie der Geschichte der Indianer Nordamerikas lassen sich bei Begrenzung des Zugangs zu den entsprechenden Objekten nur noch schwer beantworten oder die Forschung wird sogar unmöglich. Kurz vor Verabschiedung des NAGPRA im Jahr 1990 meldeten öffentliche Institutionen, sie seien im Besitz von rund 14.500 menschlichen Relikten, die dem Gesetz unterlagen. Die SAA und die AAPA wurden in die Verhandlungen im Rahmen des Gesetzgebungsverfahrens eingebunden und stimmten dem Entwurf schließlich zu.

### Vorläufer
Maria Pearson (Hai-Mecha Eunka, 1932-2003) war eine Yanktonai-Sioux. Sie gilt als Auslöserin der Initiative, die zum Gesetz von 1990 führte. Ihr Ehemann, ein Angestellter des Iowa Department of Transportation, erzählte ihr in den 70er Jahren von Grabfunden in Glenwood (Iowa). Die Überreste von 26 Weißen sofort wieder beigesetzt, während die Überreste von Indianern (einer Mutter mit ihrem Kind) wissenschaftlich untersucht wurden. Maria Pearson wollte sich bei Gouverneur Robert Ray darüber beschweren und setzte sich in traditioneller Kleidung vor sein Büro. Sie forderte die Rückgabe der „Knochen“ ihres Volkes und ein Ende der Ausgrabungen. 1976 wurde infolgedessen der Iowa Burials Protection Act verabschiedet, das erste US-Gesetz zum Schutz indianischer Gräber.

### Das Gesetz
Auf die Bundesebene wurde das Anliegen maßgeblich durch Senator John McCain aus Arizona getragen. Er legte den ersten Gesetzesentwurf vor, aus dem schließlich das NAGPRA hervorging. Es wurde am 16. November 1990 verabschiedet. Es gilt für die Arbeit aller Bundesbehörden sowie für Forschungseinrichtungen und Museen, die Fördermittel des Bundes beziehen. Die Smithsonian Institution ist von diesem Gesetz ausgenommen, unterliegt aber dem National Museum of American Indian Act von 1989. Auf dem NAGPRA beruhen zahlreiche Verordnungen, die die Rückgabe (repatriation) regeln und Verfahren und Institutionen dafür vorsehen, unter anderem eine Fachstelle beim National Park Service, die die Ausführung des Gesetzes überwacht.

## Inhalt
Das Gesetz gilt für alle Gegenstände, die sich bereits in Bundeseinrichtungen oder anderen Einrichtungen befinden, deren Arbeit aus Bundesmitteln gefördert wird. Weiter gilt es für Neufunde auf Bundes- oder Stammesland sowie auf Boden, der von der Bundesregierung infolge der Bestimmungen des Water Resources Department Act Bundesstaaten überlassen wurde, unabhängig davon ob die Neufunde bei zufälliger Entdeckung oder im Rahmen archäologischer Ausgrabungen getätigt werden. Das Gesetz gilt nicht auf privatem Grund.
Bundeseinrichtungen oder anderen Einrichtungen, deren Arbeit aus Bundesmitteln gefördert wird, werden verpflichtet ein Verzeichnis der menschlichen Überreste und Gegenstände zu erstellen, die als Grabbeigaben oder kultisch bedeutsam sind. Dies dient dazu, Verfügungsberechtigte ermitteln und gegebenenfalls Verfahren zur Rückgabe einleiten zu können. Verfügungsberechtigt sind die lebenden Angehörigen des Verstorbenen oder Nachfahren der ursprünglichen Nutzer des Gegenstandes.
Der Gesetzgeber hat versucht, einen Ausgleich zwischen den wissenschaftlichen Interessen an einer Untersuchung der Überreste und der Anerkennung der religiösen und spirituellen Interessen der Indigenen zu finden. So ist bei neuen Funden eine kurze, angemessene Untersuchung zulässig. In die Auswahl der Untersuchungsmethoden müssen Vertreter des indigenen Volkes eingebunden werden, das verfügungsberechtigt ist. Die Archäologie wertet das NAGPRA gleichwohl zum Teil als eine Behinderung der Forschung.
Archäologen, die bei Ausgrabungen erwarten, dass sie auf entsprechende Überreste stoßen, sind verpflichtet, bereits in der Planungsphase der Ausgrabung Absprachen mit den Verfügungsberechtigten zu treffen. Auf Stammesland darf nur im Einverständnis mit den Verfügungsberechtigten gegraben werden. Bei Zufallsfunden sind kurze Fristen für entsprechende Konsultationen einzuhalten. Eine gesetzmäßige Dokumentation muss erfolgen.
Jeglicher Handel mit den entsprechenden Gegenständen ist untersagt.
Die berechtigten Indianervölker bestatten sowohl die zurückgegebenen menschlichen Überreste, als auch die Grabbeigaben und Kultgegenstände. Soweit sie aus verwitterndem Material sind, gehen die Objekte dadurch in der Regel unter, da sie ohnehin nur dank ungewöhnlich guter Erhaltungsbedingungen überhaupt so lange bestanden, dass sie erstmals gefunden werden konnten.

## Folgen
Bis Ende 2007 wurden aufgrund des NAGPRA 32.000 menschliche Überreste zurückgegeben, fast 670.000 Grabbeigaben, 120.000 weitere Objekte außerhalb des sepulkralen Bereichs und 3500 Kultgegenstände.
Die Kommunikation zwischen Archäologen, Museen und Indigenen wurde durch diese Vorschriften NAGPRA deutlich intensiviert.

## Ergänzungen
Die Debatten um das Gesetz dauerten intensiv bis zu ergänzenden Beschlüssen 2010 an. Umstritten war vor allem, wie mit Überresten von Verstorbenen und Gegenständen umgegangen werden soll, wenn sich kein Verfügungsberechtigter ermitteln lässt. Dies ist insbesondere der Fall, wenn Funde aus prähistorischer Zeit stammen.

### Beispiel: Die Kontroverse um den Kennewick-Mann
Am 28. Juli 1996 wurde der Kennewick-Mann bei Kennewick im Bundesstaat Washington entdeckt. Die umgebenden Stämme der Umatilla, Colville, Yakama und Nez Percé betrachteten ihn als Vorfahren und forderten seine Beisetzung, da Kennewick auf dem traditionellen Gebiet der Umatilla liegt. Die Ausgräber hingegen gingen davon aus, dass es keine Verbindung zu den heutigen Stämmen gibt, und dass der Mann zu den anspruchstellenden Indianern keine genetische Beziehung aufweist.

### Zuordnung prähistorischer Funde
Ein Entwurf zur Lösung des Problems wurde 2007 vorgelegt, 2010 eine Neufassung der Richtlinien veröffentlicht. Die Bundesregierung legt darin fest, dass die Überreste demjenigen Stamm zur Beisetzung übergeben werden sollen, auf dessen Gebiet sie gefunden wurden (Territorialitätsprinzip).
Die SAA wandte dagegen ein, dass die Beisetzung nicht als einzige Möglichkeit festgeschrieben werden, sondern eine abweichende Vereinbarung im Einzelfall möglich sein sollte. Außerdem sollten Untersuchungen ausdrücklich auch bei Funden erlaubt sein, deren Zuordnung unbekannt ist. Kulturelle Institutionen sollten außerdem im Fall eines Streites zwischen indigenen Gruppen hinsichtlich der Verfügungsberechtigung über einen Fund von Klagen der Gegenseite freigestellt werden, wenn die Einrichtung aufgrund des Gesetzes der anderen Seite die Funde übergibt. Die Behörden gingen auf diese Anregungen nicht ein.